# Eduard Miralta Seix
Eduard Miralta Seix   (Barcelona, 1914 - Barcelona, 23 de febrer de 2015) va ser un emprenedor, poeta i pintor català.

## Trajectòria
Nascut a la família procedent de Marsella i propietària de l'editorial Seix, va estudiar enginyeria tècnica a l'Escola Industrial. Va començar a treballar en un taller d'encunyació del seu pare, fent espases, medalles i botons metàl·lics per als uniformes militars. Quan les vendes d'aquest tipus de botons a l'exèrcit i la marina va anar a la baixa, es va centrar en fer botons per la indústria de la moda. Per això, partir del 1935 va treballar amb l'artista Carles Fontserè el disseny d'aquests botons de bijuteria, que després de la guerra es van vendre bé. No obstant, davant els problemes per trobar compradors en el sector de la bijuteria, a la dècada del 1950 va fundar a Montonrès del Vallès l'empresa de plàstics Tatay.
La seva afició a la pintura i l'escriptura es va anar desenvolupant en la seva maduresa. Com a pintor va exposar les seves pintures en més de vint sales de tot Espanya com Maó, Sevilla i Granollers, i en algun dels Estats Units d'Amèrica. Un dels espais on va exposar va ser el 2010 al Centre Cultural de Vilanova del Vallès, ciutat on va residir amb la seva família els darrers anys de la seva vida. L'any 2000 va publicar el seu primer poemari.

## Vida personal
Es va casar amb Marina Gonçalves de Faria, amb qui van tenir cinc fills.

## Llibres
- Sentiments, poesia, SetzeVents Editorial, Urús 2009, ISBN 978-84-92555123[5]
- Vivències, recull de memòries, SetzeVents Editorial, Urús 2009, ISBN 978-84-92555222